# Aega acuminata
Aega acuminata là một loài chân đều trong họ Aegidae. Loài này được Hansen miêu tả khoa học năm 1897.